# Sommer-Paralympics 2024/Teilnehmer (Schweiz)
| stlisierte Goldmedaille | stlisierte Silbermedaille | stlisierte Bronzemedaille |
| ----------------------- | ------------------------- | ------------------------- |
| 8                       | 8                         | 5                         |

Die Schweiz nominierte für die Paralympischen Sommerspiele 2024 in Paris (28. August bis 8. September 2024) eine aus 27 Sportlern bestehende Mannschaft. Es handelte sich um die grösste Delegation von Swiss Paralympic seit 2008.
Fahnenträger der Schweizer Paralympics-Mannschaft waren die Leichtathletin Elena Kratter und der Rollstuhlsportler Marcel Hug.

## Medaillen

### Medaillenspiegel
| Medaillenspiegel Schweiz |                |      |        |        |        |
| Platz                    | Sportart       | Gold | Silber | Bronze | Gesamt |
| 1                        | Leichtathletik | 7    | 4      | 2      | 13     |
| 2                        | Radsport       | –    | 3      | 2      | 5      |
| 3                        | Schwimmen      | 1    | 1      | –      | 2      |
| 4                        | Badminton      | –    | –      | 1      | 1      |
| Total                    | Total          | 8    | 8      | 5      | 21     |

### Medaillengewinner

#### Gold
| Name                | Sportart       | Wettkampf         |
| ------------------- | -------------- | ----------------- |
| Catherine Debrunner | Leichtathletik | 400 m (T53)       |
| Catherine Debrunner | Leichtathletik | 800 m (T53)       |
| Catherine Debrunner | Leichtathletik | 1500 m (T53)      |
| Catherine Debrunner | Leichtathletik | 5000 m (T53)      |
| Catherine Debrunner | Leichtathletik | Marathon (T53)    |
| Manuela Schär       | Leichtathletik | 800 m (T54)       |
| Marcel Hug          | Leichtathletik | Marathon (T54)    |
| Leo McCrea          | Schwimmen      | 100 m Brust (SB5) |

#### Silber
| Name                | Sportart       | Wettkampf                |
| ------------------- | -------------- | ------------------------ |
| Marcel Hug          | Leichtathletik | 1500 m (T54)             |
| Marcel Hug          | Leichtathletik | 5000 m (T54)             |
| Celine van Till     | Radsport       | Einzelzeitfahren (T1–T2) |
| Celine van Till     | Radsport       | Strassenrennen (T1–T2)   |
| Catherine Debrunner | Leichtathletik | 100 m (T53)              |
| Flurina Rigling     | Radsport       | Strassenrennen (C1–C3)   |
| Manuela Schär       | Leichtathletik | 400 m (T54)              |
| Nora Meister        | Schwimmen      | 400 m Freistil (S6)      |

#### Bronze
| Name                   | Sportart       | Wettkampf                   |
| ---------------------- | -------------- | --------------------------- |
| Ilaria Renggli         | Badminton      | Einzel (WH2)                |
| Elena Kratter          | Leichtathletik | Weitsprung (T63)            |
| Marcel Hug             | Leichtathletik | 800 m (T54)                 |
| Franziska Matile-Dörig | Radsport       | Einzelzeitfahren (C4)       |
| Flurina Rigling        | Radsport       | Einerverfolgung 3000 m (C2) |

## Teilnehmer nach Sportart

### Badminton
| Athleten                      | Klassifizierung | Wettbewerb(e) | Rang         |
| ----------------------------- | --------------- | ------------- | ------------ |
| Cynthia Mathez Ilaria Renggli | WH1–WH2         | Doubles       | 4            |
| Cynthia Mathez                | WH1             | Singles       | Gruppenphase |
| Ilaria Renggli                | WH2             | Singles       | Bronze       |
| Luca Olgiati                  | WH2             | Einzel        | Gruppenphase |

### Dressursport
| Athleten      | Klassifizierung | Wettbewerb(e) | Rang |
| ------------- | --------------- | ------------- | ---- |
| Nicole Geiger | GradeV          | Einzel        | 14   |

### Judo
| Athleten       | Klassifizierung | Wettbewerb(e)    | Rang          |
| -------------- | --------------- | ---------------- | ------------- |
| Carmen Brussig | J2              | Klasse bis 48 kg | ausgeschieden |

### Leichtathletik

#### Frauen
| Athleten            | Klassifizierung | Wettbewerb(e)                | Zeit/Weite      | Rang   |
| ------------------- | --------------- | ---------------------------- | --------------- | ------ |
| Catherine Debrunner | T53             | Rennrollstuhl: 100 m         | 15,77 s         | Silber |
| Catherine Debrunner | T53             | Rennrollstuhl: 400 m         | 51,60 s PR      | Gold   |
| Catherine Debrunner | T53             | Rennrollstuhl: 800 m         | 1:41,04 min PR  | Gold   |
| Catherine Debrunner | T53             | Rennrollstuhl: 1500 m        | 3:13,10 min PR  | Gold   |
| Catherine Debrunner | T53             | Rennrollstuhl: 5000 m        | 10:43,62 min PR | Gold   |
| Catherine Debrunner | T53             | Rennrollstuhl: Marathon      | 1:41:50         | Gold   |
| Patricia Eachus     | T54             | Rennrollstuhl: 800 m Vorlauf | 1:47,60 min     | 4      |
| Patricia Eachus     | T54             | Rennrollstuhl: 1500 m        | 3:18,38 min     | 4      |
| Patricia Eachus     | T54             | Rennrollstuhl: 5000 m        | 11:10,44 min    | 4      |
| Patricia Eachus     | T54             | Rennrollstuhl: Marathon      | 2:01:39         | 11     |
| Alexandra Helbling  | T54             | Rennrollstuhl: 100 m         | 16,91 s         | 7      |
| Alexandra Helbling  | T54             | Rennrollstuhl: 400 m Vorlauf | 57,26 s         | 6      |
| Elena Kratter       | T63             | 100 m                        | 15,00 PB        | 5      |
| Elena Kratter       | T63             | Weitsprung                   | 4,83 m SB       | Bronze |
| Licia Mussinelli    | T54             | Rennrollstuhl: 100 m Vorlauf | 16,95 s         | 9      |
| Licia Mussinelli    | T54             | Rennrollstuhl: 400 m Vorlauf | 57,96 s         | 6      |
| Abassia Rahmani     | T62             | 100 m                        | 13,10           | 5      |
| Manuela Schär       | T54             | Rennrollstuhl: 400 m         | 53,14 s         | Silber |
| Manuela Schär       | T54             | Rennrollstuhl: 800 m         | 1:42,36 min PR  | Gold   |
| Manuela Schär       | T54             | Rennrollstuhl: 1500 m        | –               | DNF    |
| Manuela Schär       | T54             | Rennrollstuhl: 5000 m        | 11:10,52 min    | 5      |
| Manuela Schär       | T54             | Rennrollstuhl: Marathon      | 1:49:22         | 4      |

#### Männer
| Athleten    | Klassifizierung | Wettbewerb(e)                | Zeit         | Rang   |
| ----------- | --------------- | ---------------------------- | ------------ | ------ |
| Fabian Blum | T52             | Rennrollstuhl: 100 m Vorlauf | 18,48 s      | 5      |
| Fabian Blum | T52             | Rennrollstuhl: 400 m         | 1:03,71      | 5      |
| Beat Bösch  | T52             | Rennrollstuhl: 100 m Vorlauf | 17,96 s      | 6      |
| Beat Bösch  | T52             | Rennrollstuhl: 400 m Vorlauf | 1:06,65 min  | 6      |
| Marcel Hug  | T54             | Rennrollstuhl: 800 m         | 1:30,98 min  | Bronze |
| Marcel Hug  | T54             | Rennrollstuhl: 1500 m        | 2:52,59 min  | Silber |
| Marcel Hug  | T54             | Rennrollstuhl: 5000 m        | 10:55,78 min | Silber |
| Marcel Hug  | T54             | Rennrollstuhl: Marathon      | 1:27:39      | Gold   |

### Radsport

#### Frauen
| Athleten               | Klassifizierung | Wettbewerb(e)                       | Zeit         | Rang   |
| ---------------------- | --------------- | ----------------------------------- | ------------ | ------ |
| Franziska Matile-Dörig | C4              | Zeitfahren 500 m                    | 39,414 s     | 9      |
| Franziska Matile-Dörig | C4              | Verfolgung 3000 m                   | 3:47,413 min | 5      |
| Franziska Matile-Dörig | C4              | Einzelzeitfahren                    | 21:44,33 min | Bronze |
| Franziska Matile-Dörig | C4              | Strassenrennen                      | +6:22        | 6      |
| Flurina Rigling        | C2              | Einerverfolgung 3000 m              | 3:48,512 min | Bronze |
| Flurina Rigling        | C2              | Einerverfolgung 500 m Qualifikation | 41,510 s     | 9      |
| Flurina Rigling        | C2              | Einzelzeitfahren                    | 21:55,01 min | 4      |
| Flurina Rigling        | C1–3            | Strassenrennen                      | +0           | Silber |
| Sandra Stöckli         | H4−H5           | Einzelzeitfahren                    | 28:28,29 min | 10     |
| Sandra Stöckli         | H1–H4           | Strassenrennen                      | +6:53 min    | 8      |
| Celine van Till        | T1–T2           | Einzelzeitfahren                    | 27:58,13 min | Silber |
| Celine van Till        | T1–T2           | Strassenrennen                      | +0           | Silber |

#### Männer
| Athleten      | Klassifizierung | Wettbewerb(e)                        | Zeit             | Rang |
| ------------- | --------------- | ------------------------------------ | ---------------- | ---- |
| Benjamin Früh | H1              | Einzelzeitfahren                     | 38:24,73 min     | 5    |
| Benjamin Früh | H1–H2           | Strassenrennen                       | überrundet 28 km | 6    |
| Fabian Recher | H4              | Einzelzeitfahren                     | 43:59,48         | 6    |
| Fabian Recher | H4              | Strassenrennen                       | +6:41            | 5    |
| Timothy Zemp  | C4–C5           | Zeitfahren 1000 m Qualifikation      | 1:09,053 min     | 18   |
| Timothy Zemp  | C4              | Einerverfolgung 4000 m Qualifikation | 4:39,881 min     | 9    |
| Timothy Zemp  | C4              | Einzelzeitfahren                     | 38:51,48 min     | 7    |
| Timothy Zemp  | C1–C5           | Strassenrennen                       | +20:04           | 15   |

#### Mixed
| Athleten                                            | Klassifizierung | Wettbewerb(e) | Zeit      | Rang |
| --------------------------------------------------- | --------------- | ------------- | --------- | ---- |
| Flurina Rigling Franziska Matile-Dörig Timothy Zemp | H1–H5           | Sprint 750 m  | 57,746 s  | 6    |
| Fabian Recher Sandra Stöckli Benjamin Früh          | H1–H3           | Mixed Staffel | −3 Runden | 5    |

### Rudern
| Athleten            | Klassifizierung | Wettbewerb(e) | Zeit         | Rang |
| ------------------- | --------------- | ------------- | ------------ | ---- |
| Claire Ghiringhelli | PR1             | Skiff Einer   | 11:29,01 min | 8    |

### Schwimmen

#### Frau
| Athleten     | Klassifizierung | Wettbewerb(e)          | Zeit        | Rang   |
| ------------ | --------------- | ---------------------- | ----------- | ------ |
| Nora Meister | S6              | 50 m Freistil          | 35,78 s     | 7      |
| Nora Meister | S7              | 100 m Freistil Vorlauf | 1:14,84 min | 9      |
| Nora Meister | S6              | 400 m Freistil         | 5:16,53     | Silber |
| Nora Meister | S6              | 100 m Rücken           | 1:26,54     | 5      |

#### Mann
| Athleten   | Klassifizierung | Wettbewerb(e)       | Zeit        | Rang |
| ---------- | --------------- | ------------------- | ----------- | ---- |
| Leo McCrea | SM6             | 200 m Lagen Vorlauf | 3:03,23 min | 14   |
| Leo McCrea | SB5             | 100 m Brust         | 1:27,15 min | Gold |

### Sportschiessen
| Athleten       | Klassifizierung | Wettbewerb(e)                 | Ringe | Rang |
| -------------- | --------------- | ----------------------------- | ----- | ---- |
| Nicole Häusler | SH2             | 10 m Luftgewehr Qualifikation | 629,7 | 28   |
| Nicole Häusler | SH2             | 50 m Luftgewehr Qualifikation | 605,0 | 25   |

### Tennis
| Athleten    | Klassifizierung | Wettbewerb(e) | Rang     |
| ----------- | --------------- | ------------- | -------- |
| Nalani Buob | WT              | Einzel        | 1. Runde |